# Agua Escondida, Tabasco
Agua Escondida är en ort i Mexiko.   Den ligger i kommunen Tacotalpa och delstaten Tabasco, i den sydöstra delen av landet, 700 km öster om huvudstaden Mexico City. Agua Escondida ligger 36 meter över havet och antalet invånare är 155.
Terrängen runt Agua Escondida är varierad. Runt Agua Escondida är det ganska tätbefolkat, med 56 invånare per kvadratkilometer. Närmaste större samhälle är Teapa, 19,3 km väster om Agua Escondida. I omgivningarna runt Agua Escondida växer i huvudsak städsegrön lövskog.